# Aaron Jay Kernis
Aaron Jay Kernis (Filadelfia, 15 gennaio 1960) è un compositore statunitense.
È vincitore di un premio Pulitzer e presta servizio come membro della facoltà della Yale School of Music. Kernis ha trascorso 15 anni come consulente musicale per l'Orchestra del Minnesota e come direttore del Minnesota Orchestra's Composers' Institute ed è attualmente il direttore del laboratorio Nashville Symphony Composer Lab. Ha ricevuto numerosi premi e riconoscimenti durante la sua carriera di trentacinque anni. Vive a New York con sua moglie, la pianista Evelyne Luest e i loro due figli.

## Primi anni e formazione
Aaron Jay Kernis nacque a Filadelfia e crebbe a Bensalem, in Pennsylvania. Iniziò la sua carriera musicale suonando il violino e il pianoforte. La sua carriera di compositore iniziò all'età di 13 anni e fu premiato con tre BMI Foundation Student Composers Awards durante tutto il suo periodo da studente. Studiò composizione con John Adams al Conservatorio di San Francisco, Charles Wuorinen alla Manhattan School of Music e Morton Subotnick, Bernard Rands e Jacob Druckman alla Università Yale. La sua vasta gamma di insegnanti e il tempo trascorso sulle coste est e ovest contribuisce a definire il suo eclettico stile musicale che fonde il minimalismo con il postromanticismo.

## Lavori

### Musica orchestrale
Aaron Kernis ottenne un successo immediato come compositore quando la sua opera Dream of the Morning Sky fu eseguita in anteprima nel 1983 dalla New York Philharmonic con la direzione di Zubin Mehta. Aveva solo 23 anni, ma ottenne unanime apprezzamento per un incidente avvenuto. Zubin Mehta interruppe l'orchestra per lamentarsi della vaghezza dello spartito, ma Aaron Jay Kernis rispose: "Leggi solo cosa c'è". Il pubblico applaudì il giovane Kernis per aver difeso il suo lavoro e in poche settimane la storia ebbe risonanza nazionale.
Kernis ha scritto oltre 30 opere per orchestra tra cui concerti per violoncello, corno inglese, violino, viola, flauto, corno e toy piano. Le sue opere orchestrali principali comprendono Musica Celestis, New Era Dance, Lament and Prayer, Newly Drawn Sky e Colored Field.

### Musica non orchestrale
Sebbene Kernis sia meglio conosciuto per opere orchestrali, ha anche scritto oltre 30 lavori per gruppi da camera, 22 lavori per coro e 14 composizioni per tastiera solista. Air e Musica Instrumentalis si distinguono tra i suoi migliori lavori non orchestrali. La sua musica è pubblicata esclusivamente da G. Schirmer, New York. Una lista completa di lavori può essere trovata qui.

## Stile musicale
Lo stile di Kernis è stato descritto come in possesso di intensità neo-romantica con immaginazione esuberante. Il suo materiale tematico tende a tenere il pubblico impegnato mentre la sua tavolozza sonora offre loro un approccio innovativo all'orchestrazione. Ci sono stati molti paragoni con Leonard Bernstein, Gustav Mahler e Igor Stravinsky a causa della loro spinta ritmica e dell'esplorazione timbrica. Le sue influenze eclettiche vanno da Claude Debussy alla moderna musica hip-hop. Kernis afferma che le sue opere sono state influenzate dalla musica del XIX secolo, dal minimalismo e dall'impressionismo. Ha ripetuto numerose volte che si sente più a suo agio scrivendo musica bella in contrasto con le opere atonali. 100 Greatest Dance Hits presenta una vasta gamma di stili musicali, dal rock alla salsa. Il violoncellista della New York Philharmonic Carter Brey afferma che Kernis "non ha paura di correre rischi e che c'è molta passione nella sua scrittura". Il critico musicale Benjamin Ivry ritiene che il successo di Kernis derivi da uno stile vario e ambizioso che è piacevole da ascoltare. Lo caratterizza come un compositore fantasioso capace di raggiungere qualsiasi emozione.
Kernis inizia spesso le sue opere con un'immagine visiva o un'idea concreta. Lament and Prayer for Orchestra (1996) è stato scritto per commemorare il 50º anniversario dell'Olocausto e la Seconda Sinfonia (1991) è stato scritto in risposta alla Guerra del Golfo. Il suo Concerto per violino e chitarra (1997) ha un'ambientazione jazzistica con lirismo influenzato da Mahler. La sua Musica Instrumentalis vincitrice del Pulitzer si basa sull'ultimo movimento del Quartetto per archi n. 9 (Beethoven), che spiega la forma sonata e la scrittura fugale dell'opera. Kernis trova spesso un modo per fondere la sua creatività caratteristica con l'immagine o l'idea visiva per creare un pezzo che il pubblico possa collegare emotivamente. Il suo obiettivo per ciascuna delle sue composizioni è quello di scrivere musica che emoziona l'ascoltatore mantenendo l'innovazione e la sua identità individuale.

## Premi, onorificenze e lavori commissionati
Aaron Jay Kernis è uno dei compositori di maggior successo della sua generazione, cosa che si riflette nei numerosi riconoscimenti che ha ricevuto. È stato onorato dall'ASCAP, BMI, National Endowment for the Arts, Guggenheim Foundation e New York Foundation of Arts. Nel 1984 ha vinto il Rome Prize, che gli ha permesso di studiare in Europa. Kernis ha ottenuto un contratto di registrazione quinquennale esclusivo con la Argo Records nel 1996. Nel 1998 ha vinto l'annuale premio Pulitzer per la musica, che ha riconosciuto il suo quartetto d'archi n. 2 (musica instrumentalis). Poi, nel 2002 ha vinto il prestigioso premio Grawemeyer della Università di Louisville per composizione musicale per Colored Field. Kernis è stato anche commissionato dalla Disney per la sua sinfonia corale Garden of Light per la loro celebrazione del millennio. Più recentemente è stato insignito del Premio Nemmers 2012 in Music Composition, che gli ha permesso di trascorrere 2013-15 in residenza presso la Northwestern University e nel 2014 è stato nominato Composer in Residence per l'anno 2014-2015 al Mannes College.
Kernis ha ricevuto commissioni da importanti gruppi e solisti nel mondo. Le sue opere sono state premiate dalla New York Philharmonic, dalla Baltimora Symphony, dalla San Francisco Symphony, da Renée Fleming e Joshua Bell, tra gli altri. Ha trascorso due anni come compositore in residenza con Astral Artists a Philadelphia. Kernis ha anche scritto Color Wheel nel 2001 per l'apertura del Kimmel Center dell'Orchestra di Filadelfia.
Nel 2013 Kernis è stato inserito nella American Classical Music Hall of Fame e gli è stato assegnato l'A.I. DuPont Composers Award dalla Delaware Symphony. Membro dell'American Academy of Arts and Letters, ha anche ricevuto il Premio Stoeger dalla Chamber Music Society of Lincoln Center, il Joseph H. Bearns Prize e il New York Foundation for the Arts Award.

## Discografia
Più di 45 composizioni di Kernis sono state registrate da importanti gruppi e solisti. La City of Birmingham Symphony Orchestra ha ricevuto una nomination ai Grammy per la registrazione di varie opere di Kernis. Anche Joshua Bell ha ricevuto una nomination ai Grammy per la sua registrazione del lavoro Air per violino. Una discografia completa può essere trovata qui.

### Interviste con Kernis
- "Which of these Aaron Kernises am I?" Archiviato il 27 agosto 2017 in Internet Archive., a conversation with Frank J. Oteri, February 11, 2014
- Interview with Aaron Jay Kernis by Bruce Duffie, November 15, 2002
- Aaron Jay Kernis interview from American Mavericks site
- Colored Field Interview on YouTube
- Trio in Red Interview on YouTube

### Ascolto online
- Hymn recorded by Guy Klucevsek
- Air on YouTube
- New Era Dance on YouTube

| Controllo di autorità | VIAF (EN) 22334069 · ISNI (EN) 0000 0000 7839 1305 · Europeana agent/base/150244 · LCCN (EN) n89625529 · GND (DE) 124146538 · BNF (FR) cb13954285w (data) · J9U (EN, HE) 987007296462005171 |